# Cucurbitaria subcaespitosa
Cucurbitaria subcaespitosa är en svampart som beskrevs av G.H. Otth . Cucurbitaria subcaespitosa ingår i släktet Cucurbitaria och familjen Cucurbitariaceae.   Inga underarter finns listade i Catalogue of Life.